# Escola de Estudos Avançados em Ciências Sociais
A  Escola de Estudos Avançados em Ciências Sociais (em francês:  École des hautes études en sciences sociales, EHESS) é uma instituição francesa de ensino superior e pesquisa em ciências sociais do tipo grand établissement ("grande estabelecimento"), isto é, um estabelecimento público de caráter científico, cultural e profissional voltado para o ensino superior (essencialmente de pós-graduação) e a pesquisa. Está situada no boulevard Raspail, 6ème. arrondissement de Paris,  embora conte com alguns centros de pesquisa em Marselha, Lyon e Toulouse.
A EHESS foi criada por decreto do governo francês, de janeiro de 1975, que tornou autônoma a seção de Ciências Econômicas e Sociais da  École pratique des hautes études (EPHE).  É um dos mais prestigiosos estabelecimentos de ensino superior e pesquisa em ciências sociais, oferecendo as seguintes áreas de especialização: história, linguística, filosofia, filologia, sociologia, antropologia, economia, ciência cognitiva, demografia, geografia, arqueologia, psicologia, direito e matemática - embora a prioridade da instituição seja a pesquisa interdisciplinar nesses campos.

## História

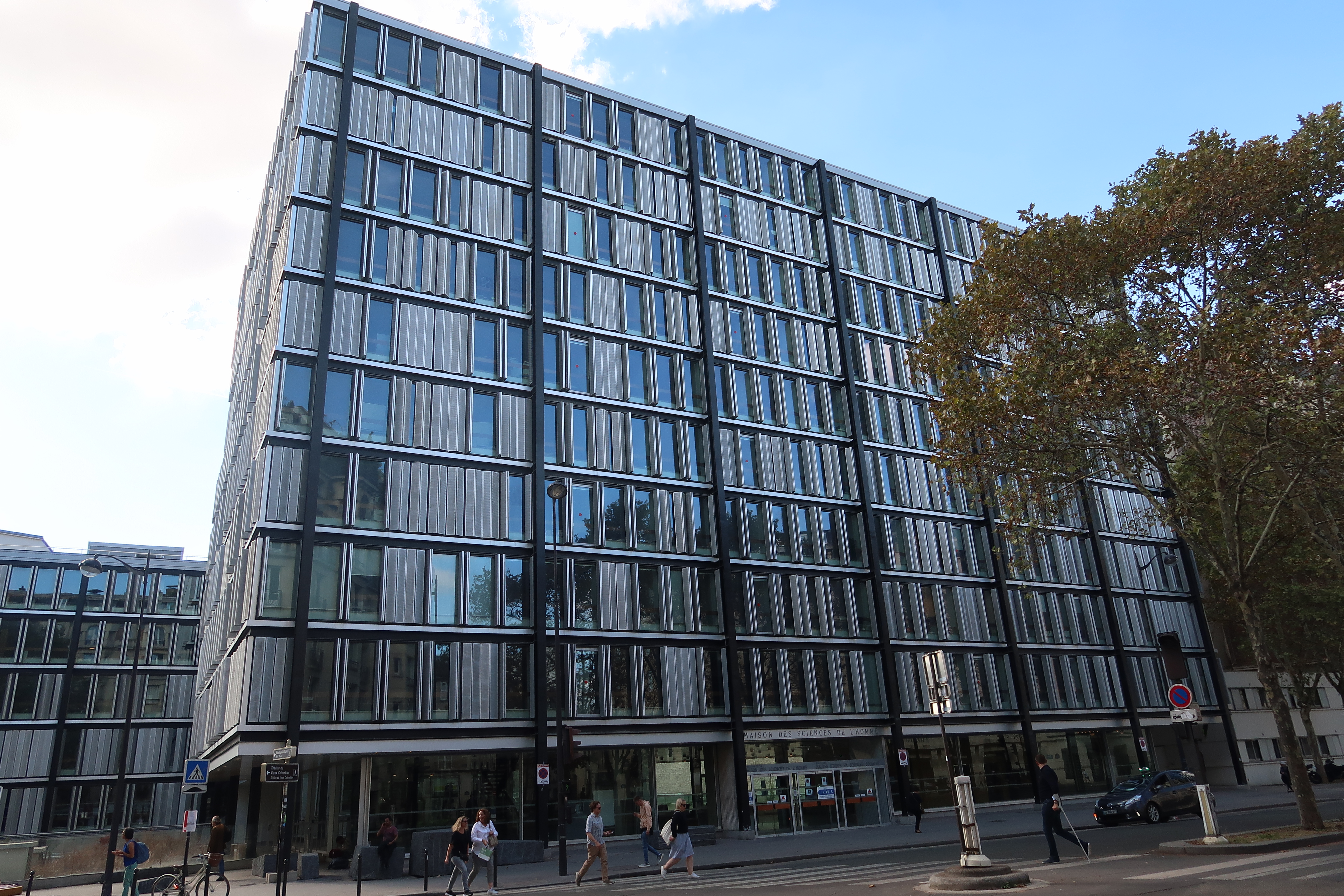
A Casa das Ciências Humanas, 54 boulevard Raspail (Paris 6).

A criação de uma seção dedicada à pesquisa em ciências sociais dentro da École pratique des hautes études teve apoio da Fundação Rockefeller desde o início do século XX. Após a Segunda Guerra Mundial, a Fundação aumentou a destinação de fundos para estudos sociológicos não marxistas. Assim foi criada a VI seção, futura EHESS, em 1947, sob a chefia do historiador Lucien Febvre, preferido a Georges Gurvitch. Logo a EHESS tornou-se uma das matrizes da historiografia contemporânea, graças à contribuição de grandes estudiosos como  Fernand Braudel, Jacques Le Goff e François Furet. Braudel sucedeu Febvre em 1962. Nessa época a Escola contou com o financiamento da Fundação Ford.
Atualmente a EHESS admite somente estudantes de pós-graduação (mestrado e doutorado), totalizando 2800 alunos. Mais de 200 teses são defendidas anualmente.
Estão ou estiveram ligados à EHESS, como alunos, professores ou pesquisadores:
- Claude Lefort
- Roland Barthes
- François Bourguignon
- Pierre Bourdieu
- Fernand Braudel
- Thomas Piketty
- Fernando Henrique Cardoso
- Manuel Castells
- Cornelius Castoriadis
- Daniel Cefaï
- Annie Cohen-Solal
- Jacques Derrida
- Louis Dumont
- Marc Ferro
- Lucien Febvre
- François Furet
- Fernando Gil
- Maurice Godelier
- Pierre Hadot
- Jacques Le Goff
- Emmanuel Le Roy Ladurie
- Milan Kundera
- Jacques Mehler
- Dimitri Michalopoulos
- Ignacio Ramonet
- Emma Georgina Rothschild
- Olivier Roy
- Jean-Claude Schmitt
- Alain Touraine
- Moisés Espírito Santo
- Renato Ortiz
- Frédéric Vandenberghe
- Mary Del Priore
- Ignacy Sachs
- Carlos Guilherme Mota

## Centros de pesquisa
A  EHESS conta com os seguintes institutos e grupos de pesquisa:
- «Centre Alexandre-Koyré»
- «Centre d'Analyse et d'Intervention sociologique»
- «Centre d'Analyse et de Mathématique Sociales»
- «Centre d'études sur la Chine moderne et contemporaine»
- «Centre d'études des normes juridiques»
- «Centre d'étude des mouvements sociaux»
- «Centre de sociologie européenne»
- «Groupe d'Anthropologie Historique de l'Occident Médiéval»
- «Institut Jean Nicod»
- «Laboratoire de sciences cognitives et psycholinguistique»
- «Centre de recherches politiques Raymond Aron»